# 1864 (드라마)
《1864》는 덴마크의 방송국 DR1에서 방송된 8부작 텔레비전 드라마이다. 제2차 슐레스비히 전쟁을 소재로 하고 있으며 올레 보르네달(Ole Bornedal)이 감독을 맡았다.

## 출연자 목록
- 에스벤 달고르 안데르센 (Esben Dalgaard Andersen)
- 페테르 베네딕트 (Peter Benedict)
- 사라소피 보우스니나 (Sarah-Sofie Boussnina)
- 파뉘 보르네달 (Fanny Bornedal)
- 야코브 오프테브로 (Jakob Oftebro)
- 필루 아스베크 (Pilou Asbæk)
- 쉴베스테르 뷔데르 (Sylvester Byder)
- 카렐 도브뤼 (Karel Dobrý)
- 쇠렌 필마르크 (Søren Pilmark)
- 쇠렌 말링 (Søren Malling)
- 옌스 예른 스포타그 (Jens Jørn Spottag)
- 페테르 플라우보르 (Peter Plaugborg)
- 페테르 길스포르트 (Peter Gilsfort)
- 크리스티안 할켄 (Kristian Halken)
- 에바 요세피코바 (Eva Josefíková)
- 쇠렌 세테르라센 (Søren Sætter-Lassen)
- 라스무스 비에르 (Rasmus Bjerg)
- 바르바라 플륀 (Barbara Flynn)
- 즐라트코 부리치 (Zlatko Burić)
- 올라프 요하네센 (Olaf Johannessen)
- 니콜라스 브로 (Nicolas Bro)
- 헬레 파그랄리드 (Helle Fagralid)